# Jakub Krejčík
Jakub Krejčík (* 25. června 1991, Praha) je český hokejový obránce hrající v týmu HC Sparta Praha.

## Kariéra

### Klubová kariéra
V mládežnických kategoriích působil hlavně ve Slavii. Premiéru v mužském hokeji odehrál v sezoně 2009–10, když nastoupil do jednoho utkání za HC Rebel Havlíčkův Brod, kde byl na hostování. Příští sezonu 2010–11 strávil většinou v juniorce Slávie. Ale poprvé naskočil i do extraligy a odehrál v ní celkem devět zápasů. Stejný počet zápasů odehrál i v 1. lize za Havlíčkův Brod. Následující sezona 2011–12 pro něj byla průlomová. V extralize odehrál 51 utkání základní části a následně i celé play-out. A přišla i premiérová účast v seniorské reprezentaci. V sezoně 2012–13 odehrál ve Slavii pouze devět utkání. Poté si ho vytáhl HC Lev Praha, který hrál svou premiérovou sezonu v KHL. Krejčík odehrál celý zbytek základní části a dlouho nastupoval i v obranném páru se Zdeno Chárou. A v play-off si zahrál i všechny čtyři zápasy proti CSKA Moskva. Jenže před sezonou 2013–14 Lev výrazně posílil a Krejčík byl vytlačen ze sestavy. Takže následně v rámci Sportovního Holdingu Praha šel od 18.9.2013 na hostování do HC Sparta Praha. Po sezoně odešel do švédského týmu Örebro HK, kterému se upsal na dva roky.
V sezónách 2016/2017 a 2017/2018 byl hráčem HC Kometa Brno a výrazně pomohl k zisku dvou mistrovských titulů pro tento tým. Před začátkem sezóny 2018/2019 odešel do klubu Lukko Rauma.

### Reprezentační kariéra
Svou premiéru za seniorskou reprezentaci si odbyl v sezoně 2011–12, kdy byl v prosinci nominován na ruský Channel One Cup. Premiéra přišla v druhém zápasu turnaje proti Finsku. Zápas se hrál v Moskvě a Češi vyhráli 5:1. Krejčík si navíc při premiérovém startu hned připsal i první gól v seniorské reprezentaci. Následně se s národním týmem podíval i na MS 2012 a získal bronzovou medaili.

## Ocenění a úspěchy
- 2020 HLM – Nejlepší střelec mezi obránci
- 2020 Liiga – All-Star Tým

## Prvenství

### ČHL
- Debut – 23. ledna 2011 (HC Slavia Praha proti HC Vítkovice Steel)
- První asistence – 23. ledna 2011 (HC Slavia Praha proti HC Vítkovice Steel)
- První gól – 23. února 2011 (HC Slavia Praha proti HC Energie Karlovy Vary, brankáři Miroslavu Kopřivovi)

### KHL
- Debut – 3. října 2012 (HC Lev Praha proti SKA Petrohrad)
- První asistence – 1. listopadu 2012 (HC Lev Praha proti HK Sibir Novosibirsk)
- První gól – 30. listopadu 2012 (Metallurg Novokuzněck proti HC Lev Praha, brankáři Alexandru Lazušinovi)

## Reprezentace
| Rok                       | Tým                       | Soutěž                    | Z  | G | A  | B  | TM |
| ------------------------- | ------------------------- | ------------------------- | -- | - | -- | -- | -- |
| 2012                      | Česko                     | MS                        | 6  | 0 | 0  | 0  | 0  |
| 2015                      | Česko                     | MS                        | 10 | 0 | 3  | 3  | 0  |
| 2017                      | Česko                     | MS                        | 7  | 0 | 1  | 1  | 2  |
| 2018                      | Česko                     | MS                        | 4  | 0 | 3  | 3  | 2  |
| 2024                      | Česko                     | MS                        | 10 | 1 | 3  | 4  | 6  |
| 2025                      | Česko                     | MS                        | 8  | 0 | 6  | 6  | 14 |
| Seniorská kariéra celkově | Seniorská kariéra celkově | Seniorská kariéra celkově | 45 | 1 | 16 | 17 | 24 |